# Центр (Рыбинск)
Центр, Центральный микрорайон — микрорайон в городе Рыбинске Ярославской области. Первоначальная, историческая часть города. До 1917 года граница города Рыбинска практически полностью совпадала с границами современного Центра.

## Расположение
Центр города Рыбинска расположен на правом берегу Волги, западнее впадающей в Волгу реки Черемухи. С севера и востока ограничен Волгой и Черемухой. На западе граница проходит по улице Свободы, на юге — по улицам Плеханова, Луначарского и железнодорожной линии (перегон Рыбинск-Пассажирский — Рыбинск-Товарный).
На западе Центр граничит с микрорайонами Северный и Восточный, на юго-западе — с микрорайоном Скоморохова Гора. На юге за железной дорогой расположены микрорайоны Гагаринский и Зачерёмушный (Полиграф).

## История строительства и архитектура
Центр Рыбинска условно делится на историческую часть, расположенную на востоке, и современную, находящуюся на западе. Граница между ними проходит по улицам Румянцевская, Радищева, Пушкина, Чкалова, Луначарского. Западнее этой линии располагаются построенные в советскую и постсоветскую эпоху здания, а количество зданий, построенных до 1917 года, минимально.

### Исторический центр
История рыбинского Центра напрямую связана с историей Рыбинска. Массовая застройка Центра каменными зданиями началась после получения статуса города в 1777 году. Город застраивался по единому плану, созданному Ярославским губернским архитектором И. Левенгагеном в 1784 году: одни улицы параллельны берегу Волги, другие строго перпендикулярны, кварталы в плане — квадратные. Главной улицей города стала Крестовая, вытянутая вдоль Волги. На углах улиц часто возводились двухэтажные особняки, типовые проекты которых были приняты в Российской империи.
К 1917 году «историческая» часть Центра была в основном застроена кирпичными или смешанными (первый этаж кирпичный, второй — деревянный) домами. Высота застройки не превышала четыре этажа.
После 1917 года несколько раз возникали проекты радикального переустройства Центра. Многие улицы неоднократно переименовывались, после 1991 года ряду из них были возвращены исторические названия. В 1930-е планировалось существенно расширить Крестовую улицу (проспект Ленина) до 35 метров и застроить её солидными зданиями в сталинском стиле. Улицу Герцена планировалось расширить до 50 метров и превратить во внутригородскую транзитную магистраль. Планировались также мост через Волгу и запуск трамвайного движения. Историческую застройку, включая Спасо-Преображенский собор, ждал практически полный снос. Этим планам помешала Великая Отечественная война.
По генеральному плану 1966 года исторический центр должен был быть застроен современными многоэтажными домами, из которых 17% застройки составляли бы пятиэтажки, 72% занимали бы девятиэтажные дома, 12-этажные и выше — 11%. По генплану 1979 года также планировалось снести значительную часть исторического центра, застроив территорию современными домами.
Проекты радикальной перестройки исторического центра не были реализованы вследствие необходимости расселения исторического жилого фонда, в котором к тому времени располагались коммунальные квартиры. Кроме того, исторический центр удален от крупных промышленных предприятий, которые в советское время являлись основными заказчиками строительства и предпочитали располагать жилые массивы рядом с производством.
После получения Рыбинском статуса исторического города в 1986 году от идеи радикальной перестройки Центра отказались.

### Новый центр
До 1917 года на территории современного нового Центра имелись каменные строения. В советское время часть построек была снесена, другие сохранились и являются памятниками архитектуры. Среди последних — здание Рыбинского авиационного колледжа, старообрядческий молельный дом (сейчас Детская музыкальная школа № 1), корпуса № 2 и № 3 РГАТУ имени П. А. Соловьева. Большая же часть застройки представляла собой одноэтажные деревянные дома. В настоящее время почти все эти дома снесены, малое количество осталось и пришло в негодность.

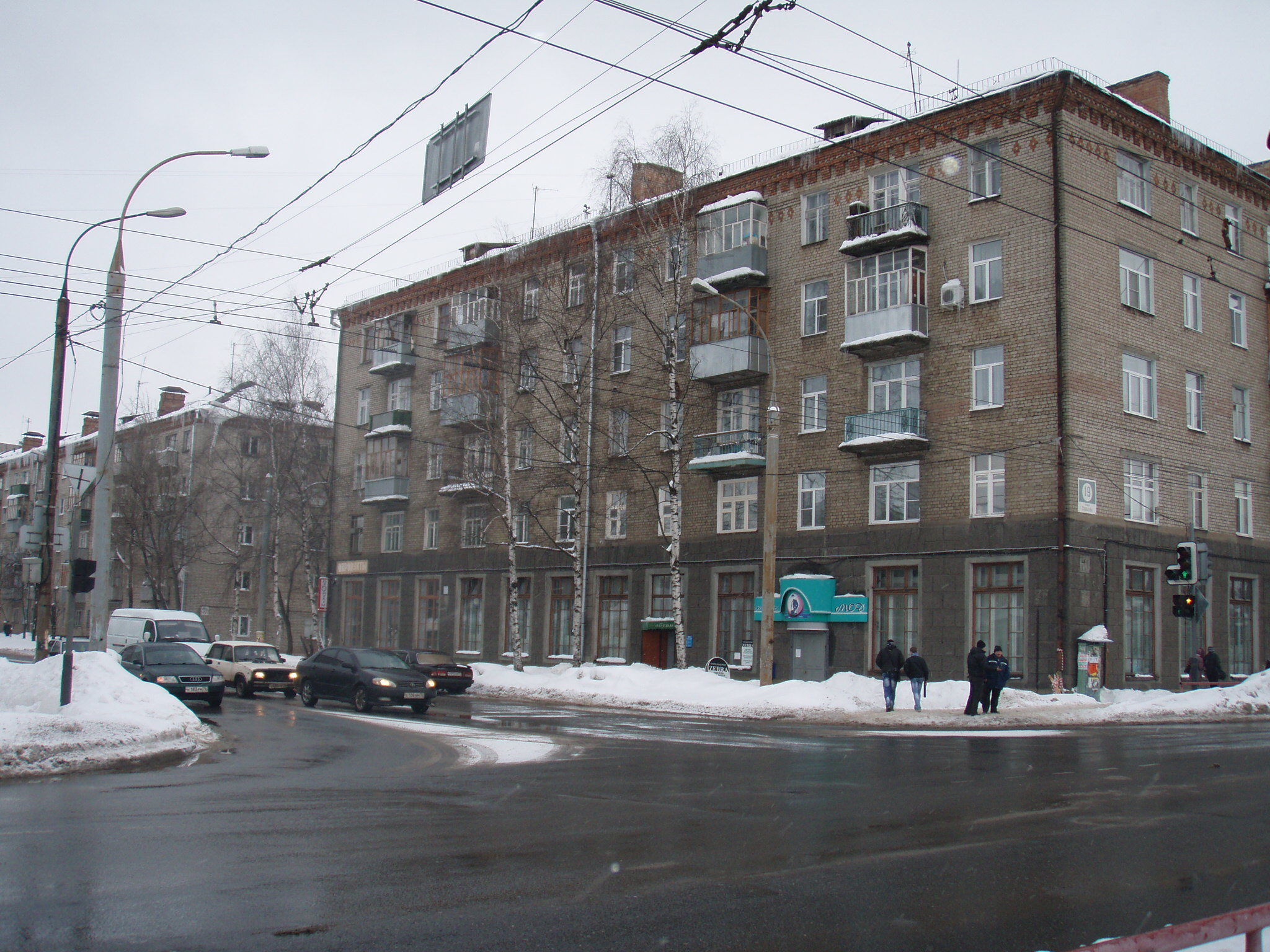
Сталинский дом 1957 года постройки и хрущёвка серии 1-447 на перекрестке улиц Герцена и Свободы

В раннесоветскую и сталинскую эпоху в Центре выполнялась надстройка существующих зданий и было построено небольшое количество сталинок, среди которых большинство — двухэтажные дома; также присутствуют несколько трех-пятиэтажных многоквартирных домов и номенклатурный «Дом Дерунова» на улице Крестовой. Основное строительство в это время велось в рабочих поселках вокруг новых предприятий.
Массовое строительство новых зданий развернулось с 1960 года с северо-западной части Центра. Между Волжской набережной, улицей Крестовая (тогда проспектом Ленина), улицами Свободы и Кирова началось строительство кирпичных пятиэтажных хрущевок серии 1-447. Темпы строительства заметно ускорились в конце 1960-х, вместе с жилыми домами строились школы, детские сады, магазины и культурные объекты. Большую часть домов строил моторостроительный завод (сейчас это НПО «Сатурн»), директором которого был Павел Федорович Дерунов. Именно по его инициативе в Рыбинске появился первый в Ярославской области 12-этажный дом серии Ш-5733/8, который был построен на перекрестке улиц Крестовой и Кольцова в 1967 году. Основной объем жилых домов был построен в 1970-е и начало 1980-х. Среди них — «брежневские» кирпичные девятиэтажные дома серий 1-528КП-41, 1-447С-47/48/49 и кирпичные 14-этажные дома башенного типа серии I-528КП-84Э (народное название «свечка»). Такие дома расположены вдоль улиц Герцена, Плеханова, Кирова. Панельных домов в Центре практически нет, их всего 4 штуки и они расположены в глубине кварталов.

### Центр сегодня
После 1991 года в Центре ведется активное малоэтажное строительство высотой 2-3, реже 4-5 этажей. Строятся в основном торговые и офисные здания, а также жилые дома с квартирами бизнес-класса. Как правило, строительство ведется в исторической части или на границе с новой частью Центра, точечно, уплотнительно или на месте снесенных ветхих, в основном деревянных, зданий.

### Планировка
Центр Рыбинска имеет регулярную планировку с прямолинейными улицами, утвержденную ещё планом 1784 года. Одни улицы параллельны Волге, другие — перпендикулярны, главной улицей является Крестовая, параллельная Волге. Ориентация сетки — с северо-запада на юго-восток, под углом около 30 градусов к линии запад-восток. Размер Центра в направлении север-юг — 1,3 километра; в направлении запад-восток — 2,1 километра, с Казанским концом — 3 километра.
Кварталы в плане — прямоугольные. В исторической части длина стороны квартала составляет 130—180 метров. В новой части Центра сетка улиц разрежается, некоторые второстепенные улицы (Кирова, Кольцова) растворяются в поздней застройке и переходят в дворовые проезды. Длина между перекрестками в новой части составляет от 200 до 500 метров.
«Отступлениями» от прямоугольной сетки являются кварталы между улицами Крестовая, Стоялая и Бульварная (здесь кварталы вписаны между набережными Волги и Черемухи), а также Стрелка (Казанский конец). Стрелка, или Казанский конец — это часть исторического центра восточнее Соборной площади, в месте впадения Черемухи в Волгу. В этой части улицы расходятся веером от Соборной площади, а кварталы в плане трапециевидные.

## Административные учреждения
В Центре Рыбинска располагается большинство городских административных учреждений. Среди них:
- Управление МВД РФ по г. Рыбинску (Карякинская ул., 49);
- Отдел ГИБДД (ул. Ломоносова, 19);
- Отдел УФМС России по г. Рыбинску (ул. Свободы, 3а);
- Рыбинская городская прокуратура (Крестовая ул., 65);
- Следственный отдел СК РФ по г. Рыбинску (Крестовая ул., 63);
- Объединенный военный комиссариат г. Рыбинска (Карякинская ул., 1);
- Департамент имущественно-земельных отношений (Крестовая ул., 77);
- Департамент архитектуры и градостроительства (Крестовая ул., 77);
- Департамент образования (Крестовая ул., 139);
- Департамент по социальной защите (Крестовая ул., 139);
- Центр занятости населения (Большая Казанская ул., 44);
- Управление федеральной службы государственной регистрации кадастра и картографии (Вокзальная ул., 14).

## Коммерческие учреждения
В Центре Рыбинска находятся большинство рыбинских торговых точек, офисов, гостиниц и предприятий сферы обслуживания. Многие из них располагаются в исторической части Центра вдоль Крестовой улицы. Наибольший объем крупных торговых сооружений находится в кварталах между улицами Луначарского, Кирова, Герцена и Волжская Набережная.

### Торговля
В Центре располагаются два из трех городских рынков — Мытный и Сенной.
Наиболее крупные торговые центры:
- ТЦ «Сенная площадь» (два комплекса);
- Универмаг «Юбилейный»;
- ТРЦ «Эпицентр»;
- ТЦ «Александрия».
- Торговый комплекс «Мир» (бывший «Книжный мир»);
- ТОЦ «Фабрикант»

В Центре находятся отделения российских торговых сетей DNS, «Позитроника», «Эльдорадо», «Связной», «Евросеть». Продуктовая торговля представлена универсамами и супермаркетами сетей «Магнит», «Пятерочка», «Дикси», «АТАК», «Дружба», «Верный».

### Гостиницы
- Гостиница «Рыбинск»;
- Отель «Гостевой дом»;
- Гостевой дом «Бурлак»;
- Гостиница УВД;
- Гостиница «На Казанской»;
- Гостиница «Колос».

## Социальная инфраструктура

### Образование
В Центре располагается Рыбинский государственный авиационный технический университет имени П. А. Соловьева — основное высшее учебное заведение Рыбинска.
Учреждения среднего профессионального образования: Рыбинский авиационный колледж, Рыбинский педагогический колледж, ПУ № 3.
В Центре находятся три школы (№ 1 с углубленным изучением английского языка; многопрофильный лицей № 2; № 26), 10 детских садов. Они располагаются в новой части Центра или на границе с исторической частью.

### Здравоохранение
В Центре расположены поликлиника № 3 им. Семашко, Рыбинская стоматологическая поликлиника, городская детская больница, детский диагностический центр.

## Культура и досуг
В Центральном районе Рыбинска расположено большинство городских культурных и досуговых учреждений:
- Рыбинский драматический театр;
- Рыбинский театр кукол;
- Рыбинский Государственный историко-архитектурный и художественный музей-заповедник;
- Общественно-культурный центр.

## Религия
- Спасо-Преображенский кафедральный собор — главный православный храм Рыбинска;
- Церковь Сретения Господня;
- Церковь Казанской иконы Божией Матери;
- Церковь Толгской иконы Божией Матери;
- Никольская часовня.

В дореволюционное время в Центре располагались польский католический костёл, старообрядческий молельный дом и хоральная синагога. На данный момент они не функционируют, здания используются под другие нужды.

## Транспорт
Центр Рыбинска обладает наилучшей транспортной доступностью в городе: через него проходят маршруты большинства городских автобусов и всех троллейбусов. Основные маршруты проходят по Крестовой улице и перпендикулярно ей в направлении Вокзальной площади и железнодорожного вокзала по улицам Пушкина и Луначарского. Маршруты, идущие в микрорайон Скоморохова Гора, проходят по улицам Плеханова и Свободы. Основными пересадочными узлами являются Соборная площадь и Вокзальная площадь.
На юге Центра расположен городской железнодорожный вокзал (станция Рыбинск-Пассажирский), от которого отправляются пригородные поезда и поезда дальнего следования. С 2014 года там же располагается городской автовокзал. От Вокзальной площади отправляется ряд городских и пригородных автобусных маршрутов.
На востоке Центра располагается Рыбинский автомобильный мост, связывающий правобережную часть Рыбинска с левобережной. С западной частью города Центр связывают проспект Ленина, Волжская набережная и улица Фурманова. Сообщение с южной частью города, отделенной от Центра железной дорогой, осуществляется через путепроводы улицы Вокзальной возле железнодорожного вокзала и улицы Горького — на востоке.